# Weingut Hofmannsberg
Der ursprüngliche Sitz des Weingut Hofmannsberg, der heute zum einen Teil aus der einer Wohnanlage in der Weinbergstraße 48/48a und zum anderen Teil aus den Weinbergen des Weinguts besteht, liegt im Stadtteil Oberlößnitz der sächsischen Stadt Radebeul, nicht weit entfernt von Haus Albertsberg beziehungsweise dem ehemaligen Bilz-Sanatorium. Es liegt innerhalb des Denkmalschutzgebiets Historische Weinberglandschaft Radebeul. Die heutige Wohnanlage besteht links im Westen aus dem ehemaligen Winzerhaus und dem östlich davon stehenden Herrenhaus (Hofmanns Palais, Haus Hofmann).
Die mit Toranlage, Einfriedungsmauer, Pforte sowie Hausgarten unter Denkmalschutz stehenden Gebäude liegen am Fuße des Weinbergs Hofmannsberg mit seinen auch heute noch bestehenden Weinbergterrassen. Vor Hofmannsberg trug der Weinberg den Namen Gaslo. Die heute noch zum Anwesen gehörenden Grünflächen gelten als Werk der Landschafts- und Gartengestaltung (Gartendenkmal).

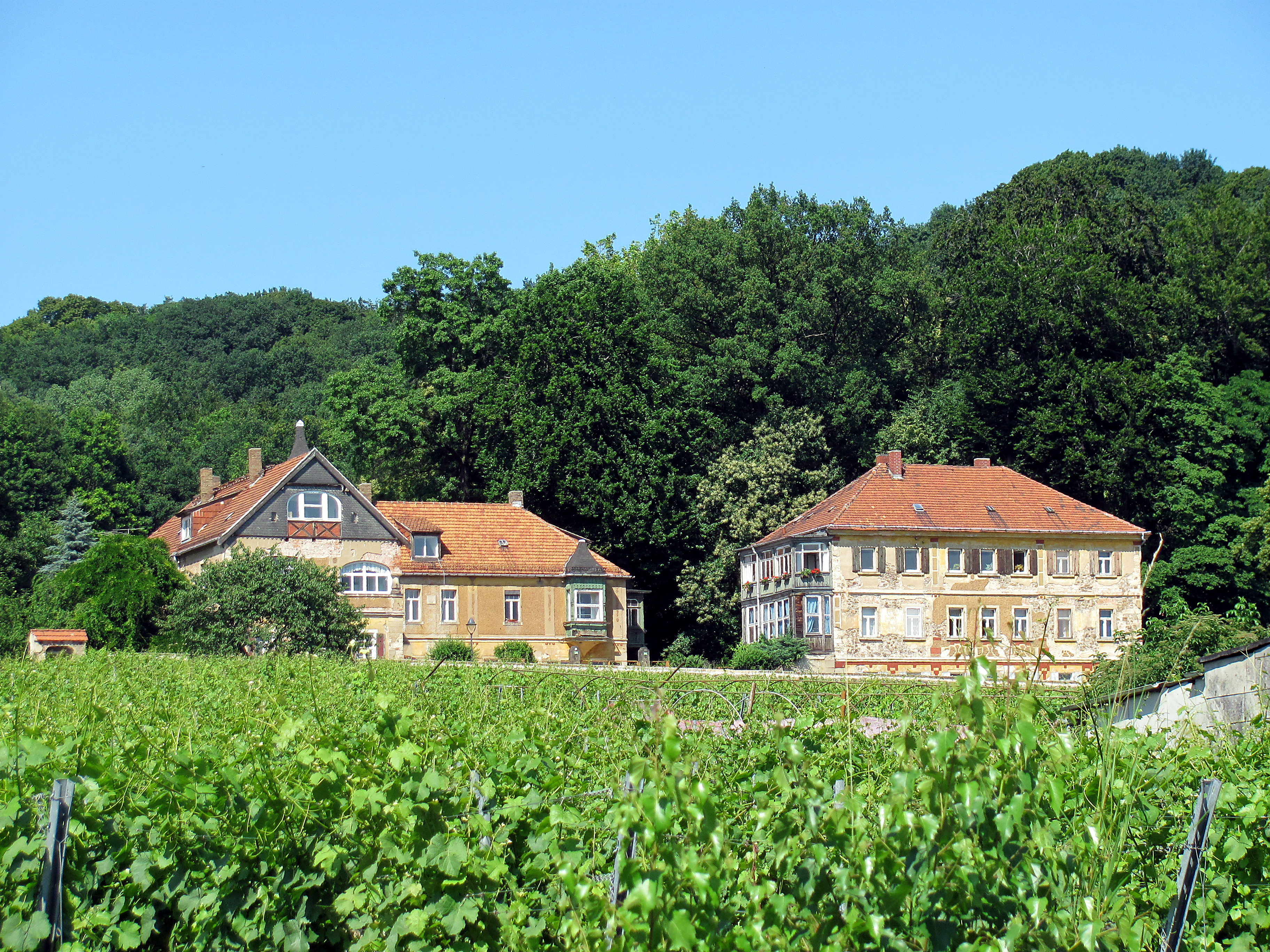
Weingut Hofmannsberg (li. Winzerhaus, re. Herrenhaus), von der Bennostraße aus

## Beschreibung

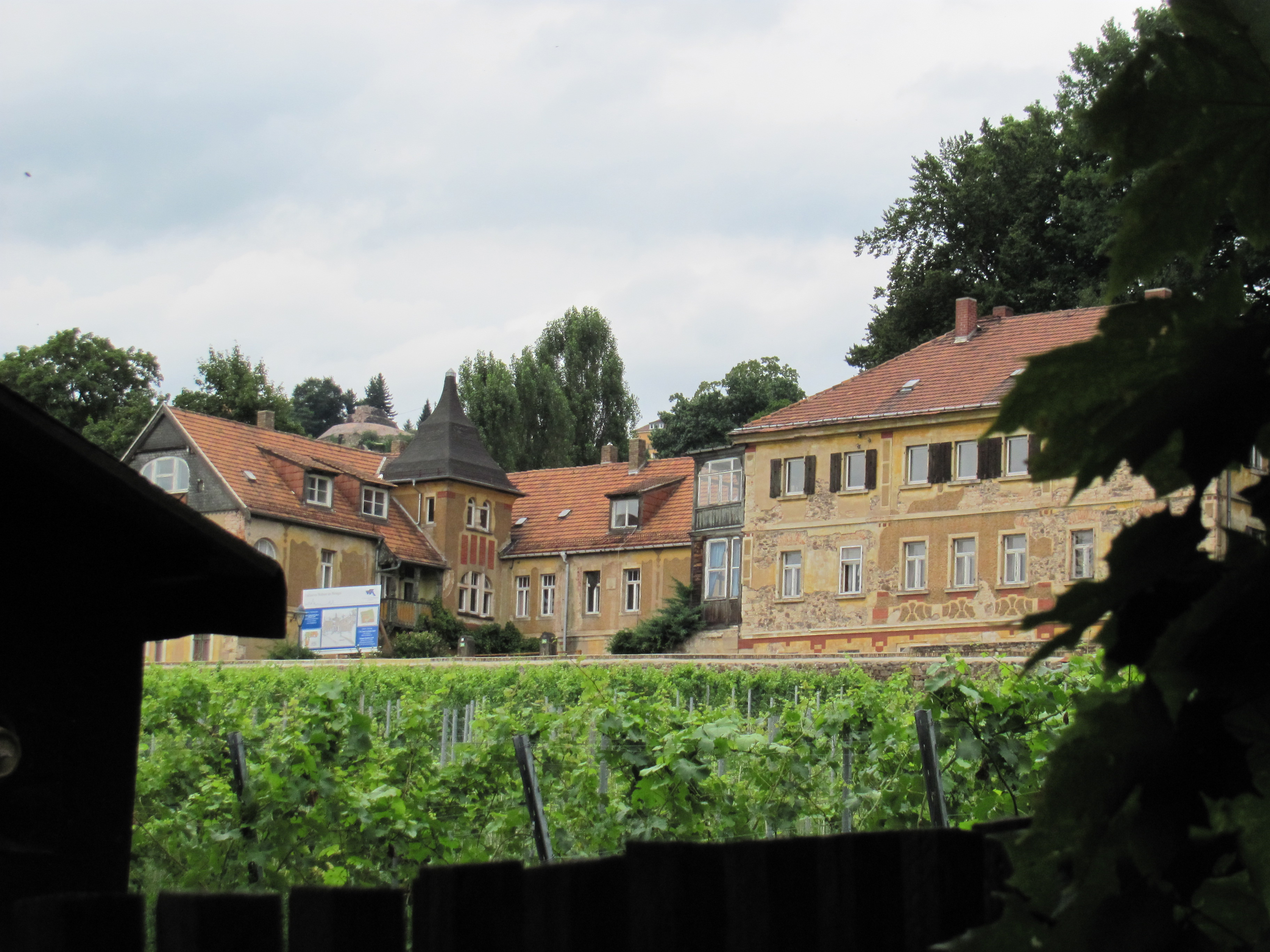
Weingut Hofmannsberg (li. Winzerhaus, re. Herrenhaus), von Haus Sorgenfrei aus. Links auf der Bergkante steht die Cikkurat.

Die Gebäude des alten Weinguts liegen direkt in der Straßenflucht der nördlichen Seite der Weinbergstraße. Das ehemalige Winzerhaus liegt in der Straßenansicht links, es ist mit einem Giebel zur Straße ausgerichtet. Das Herrenhaus liegt rechts, mit einer Traufseite parallel zur Straße. Aufgrund des nach rechts abgewinkelten, hakenförmigen Grundrisses des Winzerhauses ergibt sich ein Innenhof, der durch ein Zufahrtsportal mit mächtigen Sandsteinpfeilern abgeschlossen wird, laut Denkmaltopografie aus den Jahren 1903/1905.

### Herrenhaus (Weinbergstraße 48a)
Das dreigeschossige Wohngebäude (51° 6′ 37,2″ N, 13° 40′ 29,3″ O) wurde als Landhaus mit ziegelgedecktem Walmdach errichtet. Es hat eine noch erkennbar ältere Gesimsgliederung, ergänzt und überformt durch einen jüngeren Ornamentputz mit eingelegten roten Kacheln in der Art des Jugendstils. Die Fenster werden durch Klappläden begleitet.
Eine zweigeschossige Holzveranda steht im Innenhof.

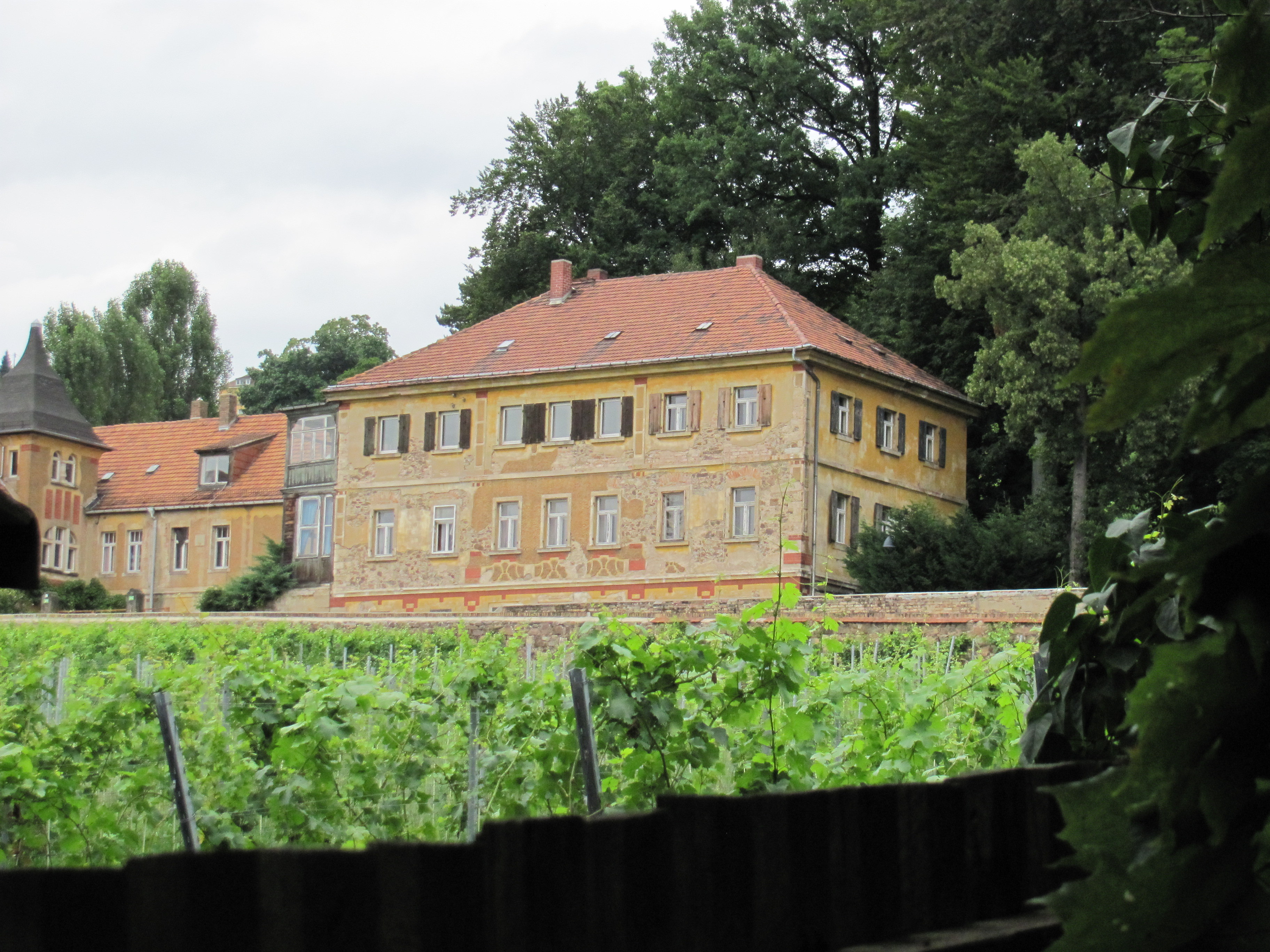
Hofmanns Palais von Haus Sorgenfrei aus
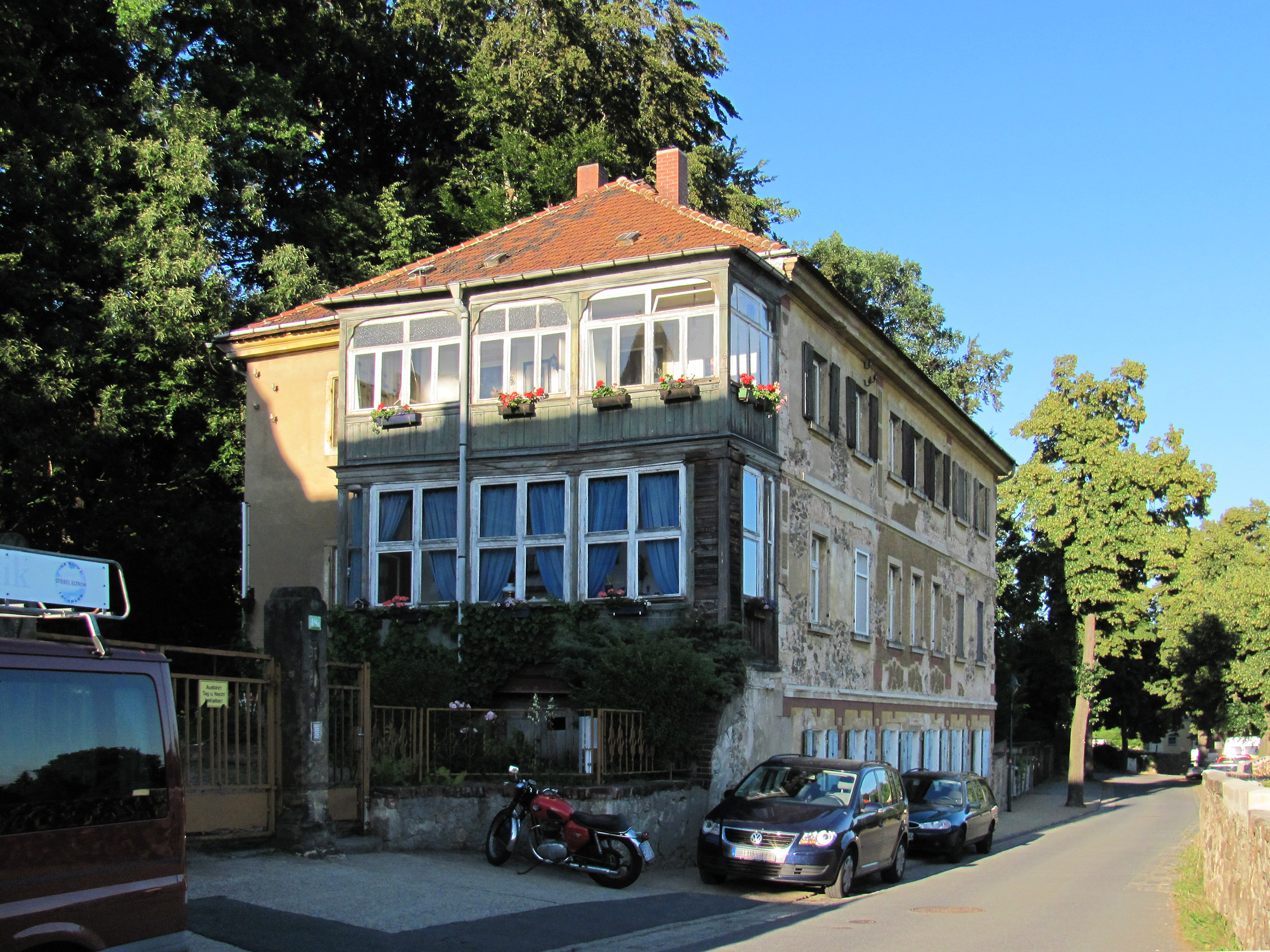
Westlicher Giebel mit Veranda
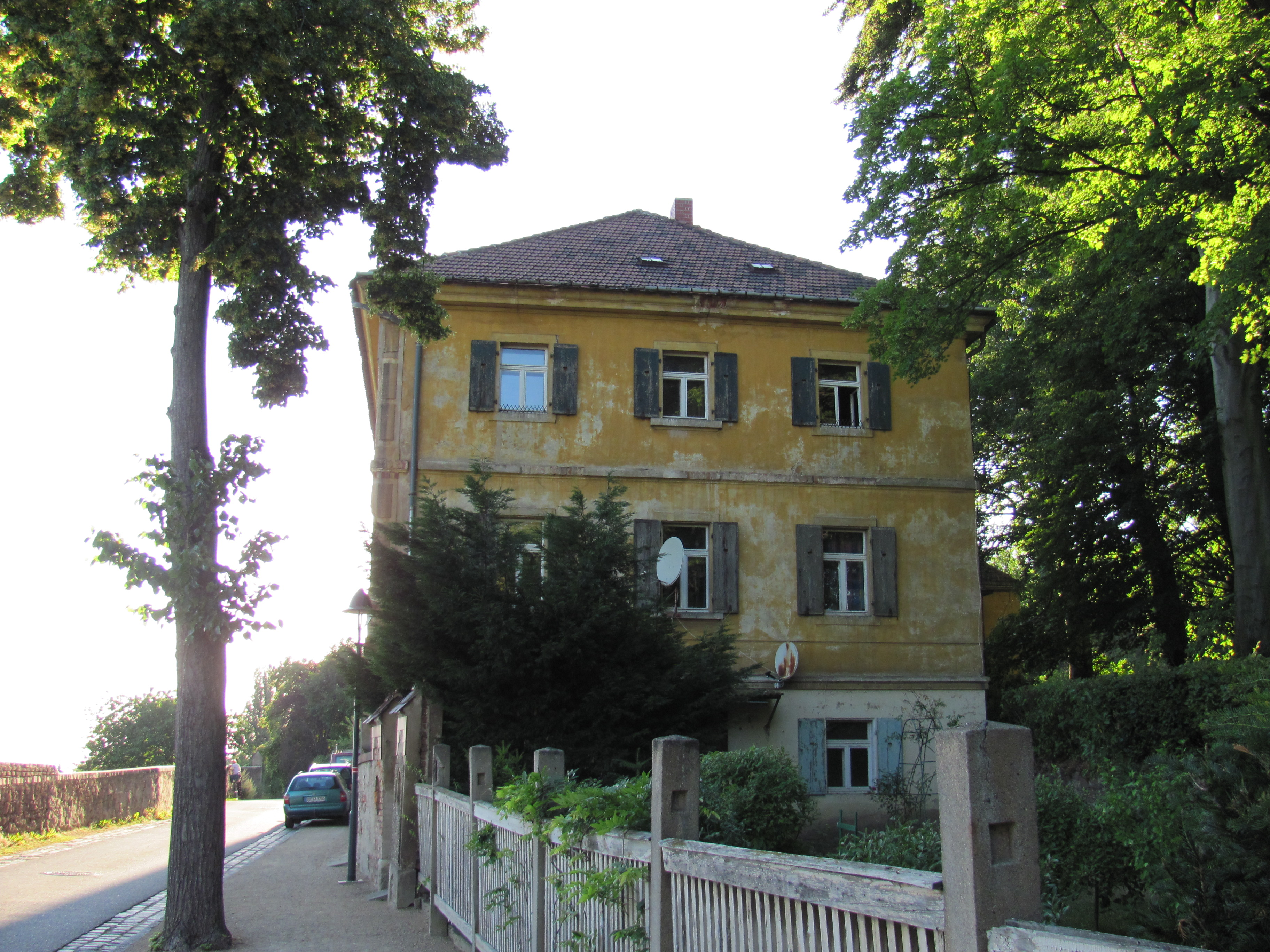
Östlicher Giebel und Garten

### Winzerhaus (Weinbergstraße 48)
Das ursprünglich eingeschossige, heute zweigeschossige ehemalige Winzerhaus steht über einem hakenförmigen Grundriss.
Die Giebelseite des nach Süden zeigenden Flügels mit Satteldach und Schleppgauben reicht bis zur Straßenflucht. Dort ist die rechte Gebäudeecke loggienartig mit einer Säule ausgebaut. Unter diesem Gebäudeteil befindet sich ein großer Gewölbekeller. Vor der Ecke zum quer ausgerichteten Flügel steht ein dreigeschossiger Treppenturm mit einem dreifach konkav geschweiften Helm. Zur Straße hin davor befindet sich im Obergeschoss ein Holzbalkon unter einem Schleppdach. Insbesondere am Turm und an den Loggien tritt der Jugendstil deutlich hervor.
Im Obergeschoss des nördlich stehenden Querflügels befindet sich eine Tafel mit der Datierung auf 1836 und den Initialen W.L.H., die sich auf dem Umbau durch Wilhelm Ludwig Hofmann beziehen.

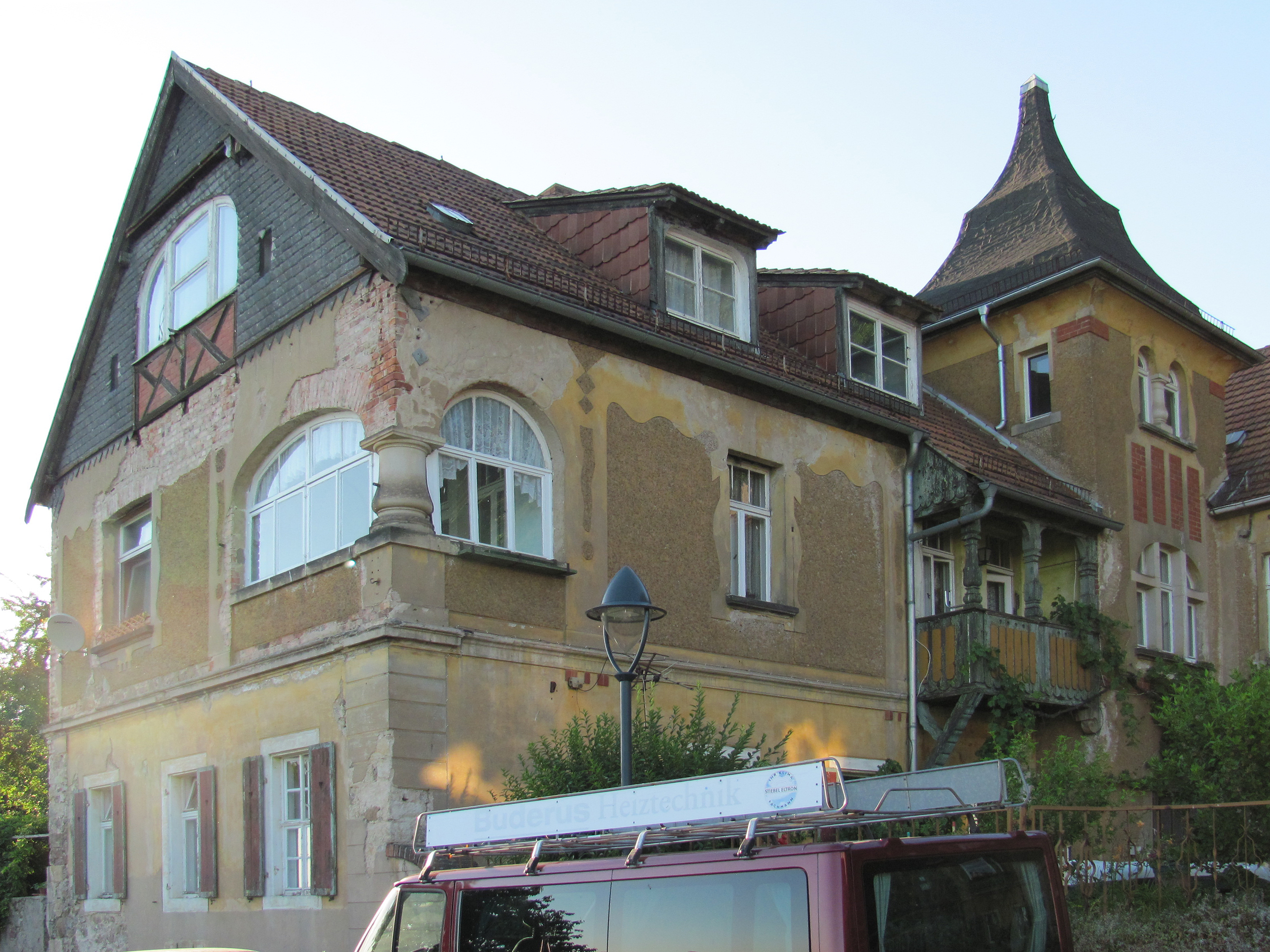
Straßenflügel des Winzerhauses
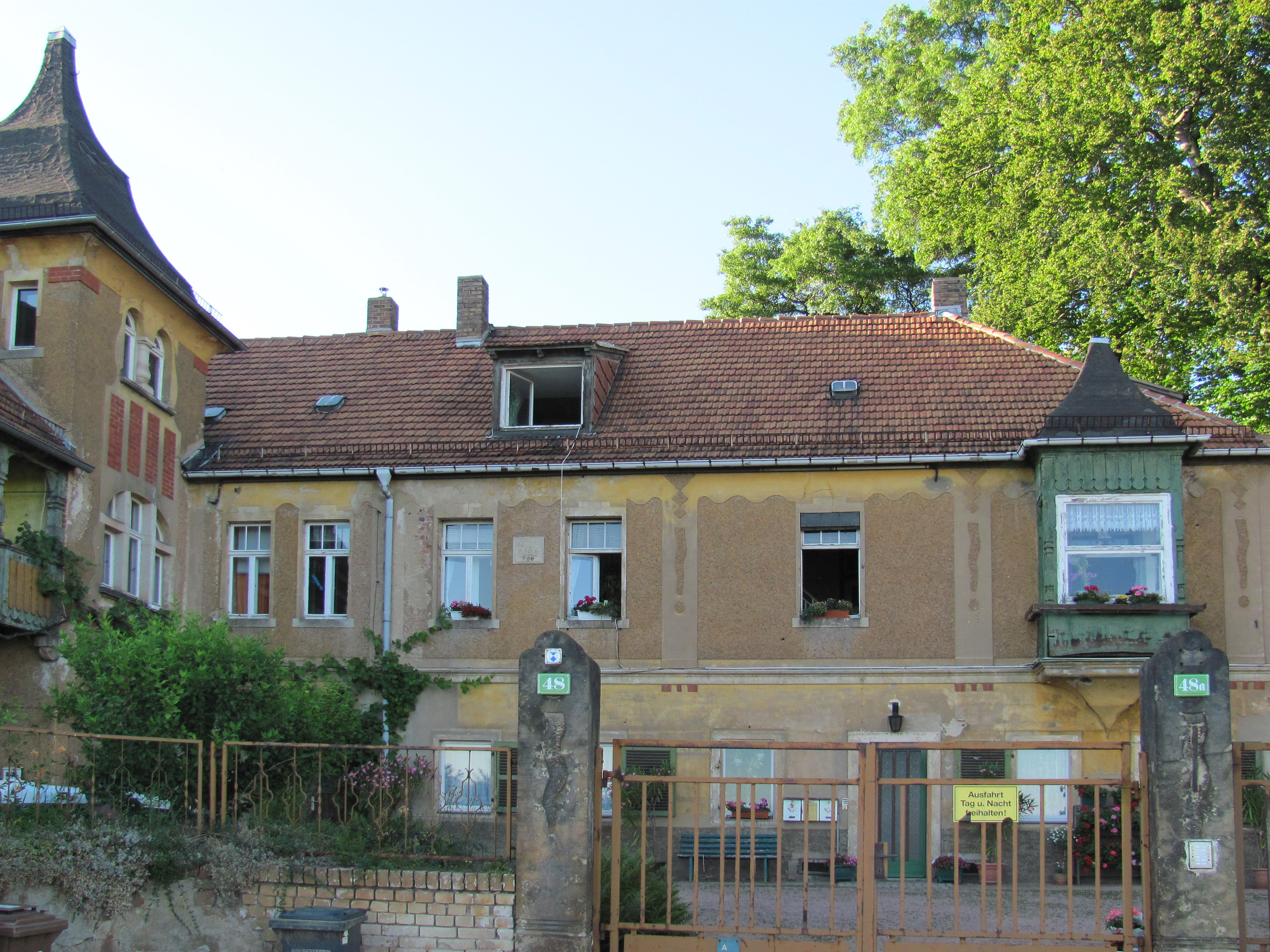
Querflügel des Winzerhauses
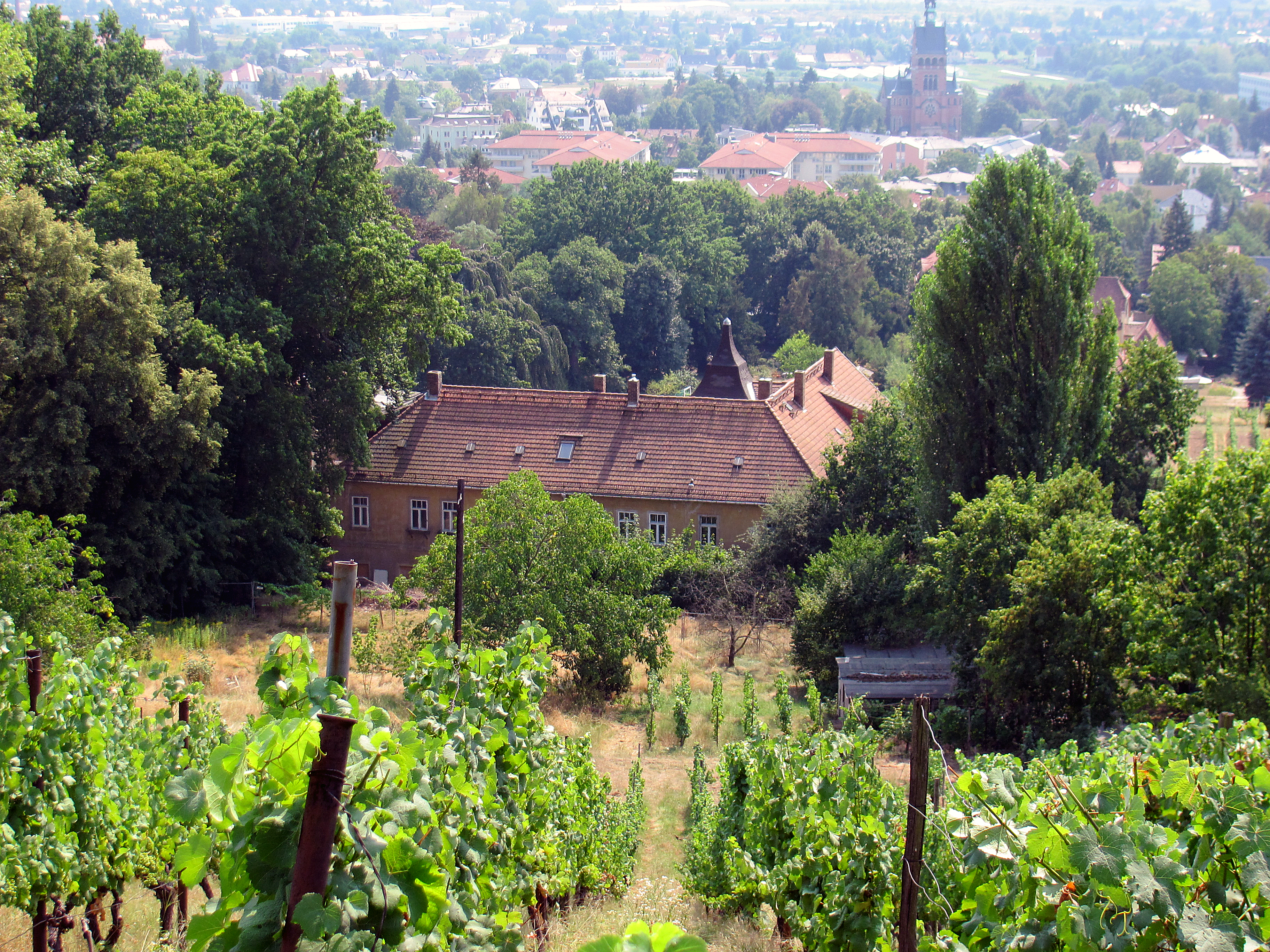
Winzerhaus, vom Berg aus

## Geschichte
Die Errichtung des Weinbergs geht möglicherweise bis auf die Zeit nach dem Dreißigjährigen Krieg, genauer auf die zweite Hälfte des 17. Jahrhunderts, zurück. Auf der Karte von Hans August Nienborg aus dem Jahr 1714/15 findet sich an der Stelle des linksseitig gelegenen Winzerhauses die Eintragung eines Hauses, als Besitzer ist ein Sekretär Schubert eingetragen. Bauseitig könnten mit dieser Eintragung der Tonnengewölbekeller und Teile der Sandsteingewände im Erdgeschoss des Winzerhauses übereinstimmen. Die Radebeuler Häuserkartei führt mit dem Jahr 1729 an besagter Stelle ein Berg- und Winzerhaus auf, an das auf der nördlichen Seite im 18. Jahrhundert ein eingeschossiger Wirtschaftsflügel angesetzt war.
Die Akten führen für die folgenden Jahre verschiedene Eigentümer auf: 1729 Joh. Fr. Freislebe(n) von Grohlich, 1732 Teuffert, für die Jahre ab 1734 Gutkäse und Wiedemann, im Jahr 1781 als Erbin Frau Wiedemannin, 1791 Frau Hofbibliothekar Daßdorfin geb. Wiedemannin, 1803 Frau Müllerin geb. Wiedemannin, ab 1809 Braune und dann Rudolph.
Karl Julius Hofmann gibt in seinem Meißner Niederland als ehemaligen Weinbergsnamen Gaslo an, als Größe 4 Acker 267 Quadratruten (entsprechend 2,7 Hektar).

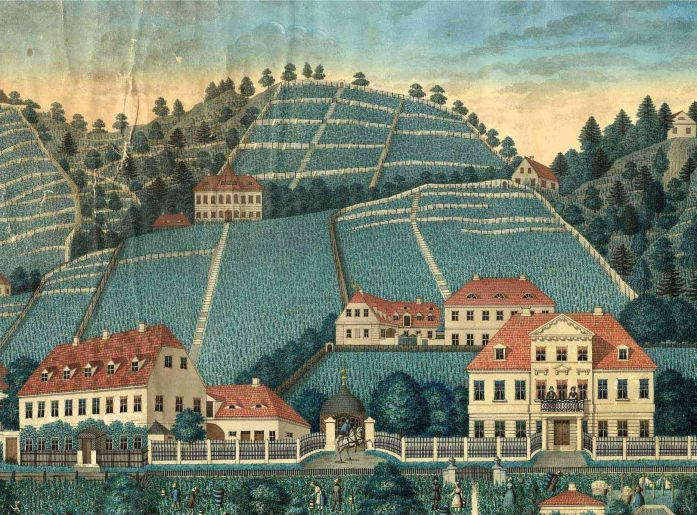
„Friedrichshöhe in Oberlößnitz“. Stich vom Weingut des Kaufmanns Zembsch, li. das Winzergut, re. das Herrenhaus, davor verläuft noch die Bennostraße. In der Bildmitte li.: Haus in der Sonne, auf halber Höhe re: Weingut Hofmannsberg. Mitte des 19. Jahrhunderts

Die namensgebende Familie Hofmann findet sich ab 1826 mit einer Eintragung von W. L. Hofmann, dann folgen 1886 E. L. und M. L. Hofmann, 1888 nochmals M. L. Hofmann und 1912 A. L. Hofmann. W. L. Hofmann war der Apotheker Wilhelm Ludwig Hofmann, der 1836 Baumaßnahmen veranlasste: Die diese Datierung tragende Tafel befindet sich heute am Obergeschoss des nördlichen Flügels am Winzerhaus. Während die Denkmaltopografie dies mit dem Umbau des Winzerhauses in Verbindung bringt, bringt Lohse dieses mit dem Bau des biedermeierlichen, zweigeschossigen Herrenhauses in Zusammenhang. Danach wurde die Tafel ursprünglich dort angebracht und bei den grundlegenden Umbauten 1903 umgehängt. In der Radebeuler Häuserkartei wird das Herrenhaus ab spätestens 1846 als Hofmanns Palais geführt, im Meißner Niederland von 1853 wird das neue Palais bereits als dreistöckig beschrieben. Laut Denkmaltopografie wird die Errichtung des Herrenhauses [wohl fälschlich] erst auf das Jahr 1865 gelegt. Der nebenstehende Stich aus den Jahren um 1850/1865 dokumentiert die damalige Bausubstanz. 1882 erhielt das Herrenhaus einen Verandaanbau, der auf dem Stich noch nicht eingezeichnet ist.

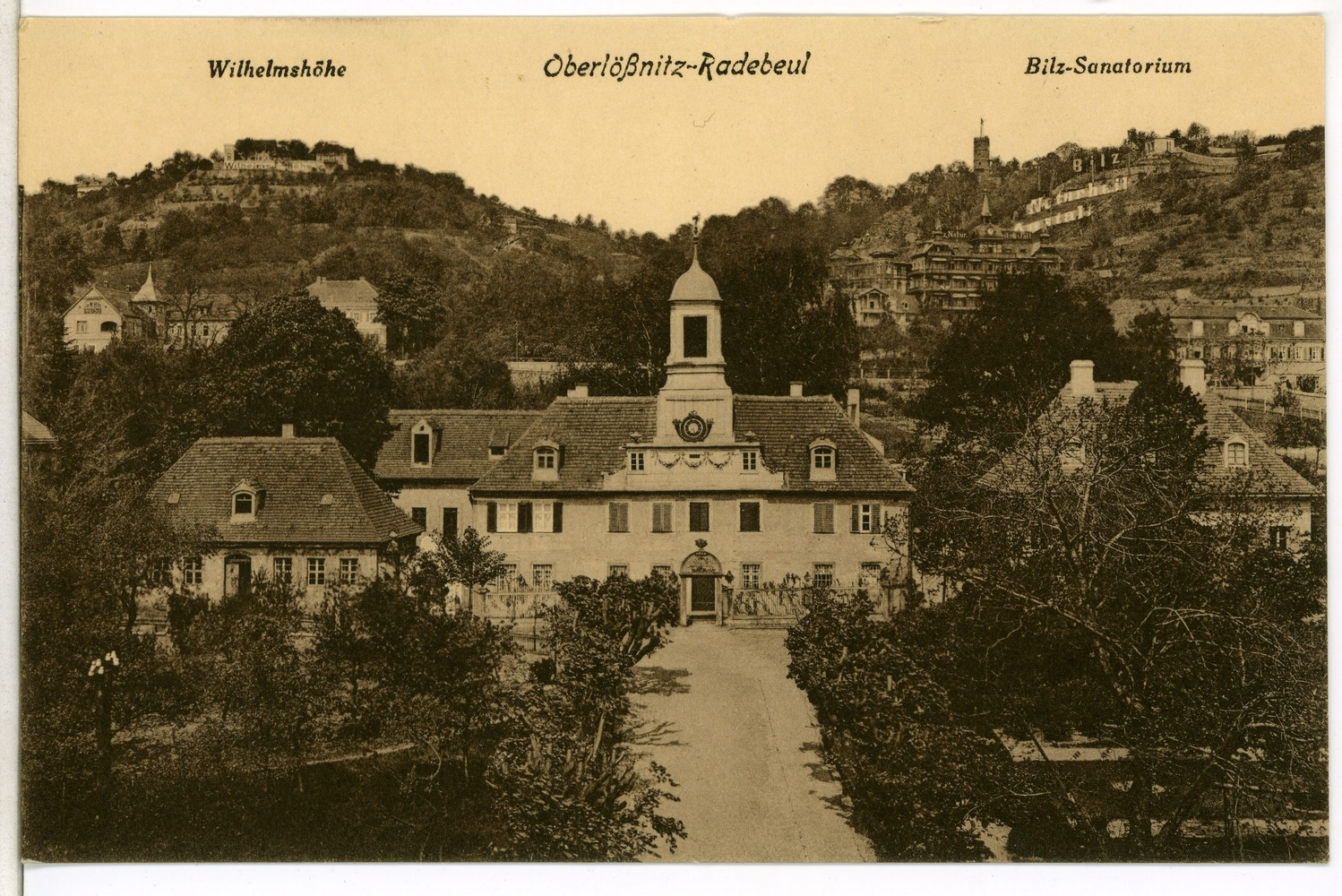
Haus Sorgenfrei um 1900. Links das Weingut Hofmannsberg, rechts das Bilz-Sanatorium

Ab dem Jahr 1903 erfolgte der grundlegende Umbau der gesamten Baugruppe durch den aus Leipzig stammenden Kaufmann und Bankier Max Ludwig Hofmann, vermutlich als Folge der durch die Reblauskatastrophe aufgelassenen Weinbergsflächen. Mit Bauantrag vom November 1903 reichte der ausführende Leipziger Architekt Adalbert Friedrich seine Entwürfe für Aufstockungen und Veränderungen im Sinne des Jugendstil ein. Nach Genehmigung 1904 erfolgte im April 1905 die Baurevision der zu zwei Mietvillen umgebauten Wohnhäuser. Mit der Aufstockung war die städtebaulich maximale Zahl an Wohneinheiten an dieser Stelle erreicht. 1905 wohnte dort ein Freiherr v. Wegner-Lincker-Lützenwick, ein großherzoglicher Kammerherr (wohl Sachsen-Weimar-Eisenach).
Um 1920 wohnte dort der Architekt Martin Hammitzsch, während sein nahegelegenes Domizil Haus in der Sonne umgebaut wurde.
Im Jahr 1945 wurde das Privateigentum der Alma Hofmann, wohnhaft in Detroit USA, aus derzeit nicht bekannten Gründen enteignet und kam in städtischen Besitz. Im Jahr 2011 war er im Eigentum der Radebeuler städtischen Besitzgesellschaft, sollte jedoch veräußert werden. In den seit 1991 unter Denkmalschutz stehenden, heute sanierungsbedürftigen Wohnhäusern wohnten in den letzten Jahrzehnten oft auch Ensemblemitglieder der Landesbühnen Sachsen.